# پنج مرد جنگی
پنج مرد جنگی یا 5 مرد خشن (ایتالیایی: Un esercito di cinque uomini) فیلمی در ژانر وسترن اسپاگتی به کارگردانی دان تیلر است که در سال ۱۹۶۹ منتشر شد.
حوادث این فیلم در انقلاب مکزیک رخ می‌دهد.
این فیلم در ایران با نام پنج مرد جنگی دوبله و پخش شده است.

## بازیگران
- پیتر گریوز
- باد اسپنسر
- نینو کاستلنووو
- کلودیو گورا
- مارینو مازه
- جیمز دالی
- تتسورو تامبا
- دانیلا جیوردانو
- فورتوناتو آرنا
- اشتفن زاخاریاس
- کارلو آلیگیرو